# Frequenamia venosulus
Frequenamia venosulus är en insektsart som beskrevs av Berg 1879. Frequenamia venosulus ingår i släktet Frequenamia och familjen dvärgstritar. Inga underarter finns listade i Catalogue of Life.